# Baron St. John of Bletso

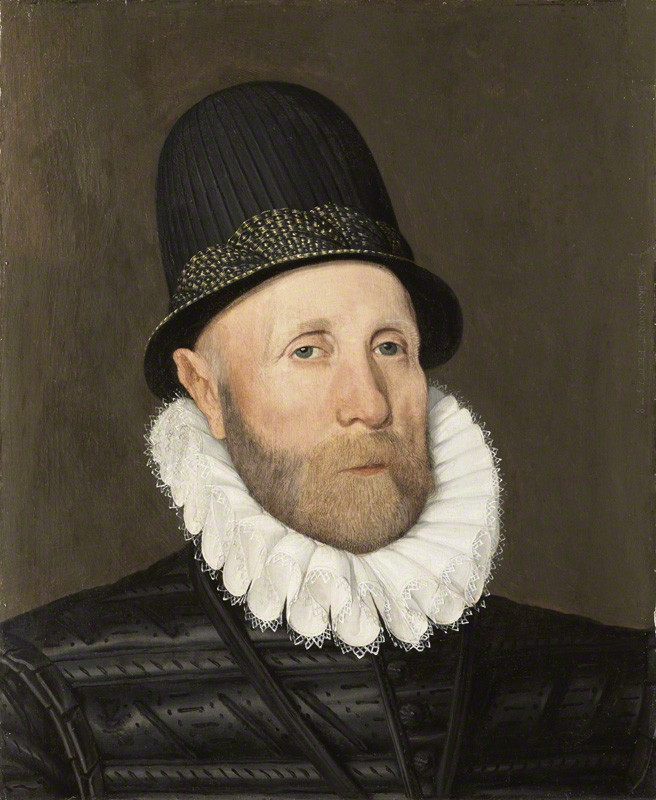
Oliver St. John, 1. Baron St. John of Bletso, 1578

Wappen der Barone St. John of Bletso

Baron Saint John of Bletso, of Bletso in the County of Bedford, ist ein erblicher britischer Adelstitel in der Peerage of England.

## Verleihung und weitere Titel
Am 13. Januar 1559 wurde der Titel durch Letters Patent für Oliver St. John geschaffen.
Der 4. Baron wurde am 28. Dezember 1624 auch zum Earl of Bolingbroke erhoben. Dessen Sohn wurde per Writ of Acceleration am 14. Mai 1641 ins House of Lords berufen und folgte so vorzeitig als 5. Baron St. John of Bletso. Als 1642 in der Schlacht bei Edgehill fiel und so vor seinem Vater starb, fiel der Baronstitel an seinen Vater zurück. Bei dessen Tod 1646 erbte sein Enkel, ein Sohn des jüngeren Bruders des 5. Barons, und als dieser 1688 kinderlos starb dessen jüngerer Bruder das Earldom und die Baronie. Beim ebenfalls kinderlosen Tod jenes 3. Earls 1711 erlosch der Earlstitel und der Baronstitel ging an seinen Onkel zweiten Grades Sir Paulet St. John, 5. Baronet über. Dieser erbte 1711 auch den Titel Baronet, of Northwood in the County of Northampton, der 1660 in der Baronetage of England für Oliver St. John († 1662), den vierten Sohn des 3. Barons, geschaffen worden war. Die Baronetcy ist seither ein nachgeordneter Titel des Barons.
Heute hat Anthony St. John als 22. Baron den Titel inne.

## Liste der Barone St. John of Bletso (1559)
- Oliver St. John, 1. Baron St. John of Bletso († 1582)
- John St. John, 2. Baron St. John of Bletso († 1596)
- Oliver St. John, 3. Baron St. John of Bletso (um 1540–1618)
- Oliver St. John, 1. Earl of Bolingbroke, 4. Baron St. John of Bletso († 1646)
- Oliver St. John, 5. Baron St. John of Bletso († 1642) (folgte 1641 durch Writ of Acceleration)
- Oliver St. John, 2. Earl of Bolingbroke, 6. Baron St. John of Bletso († 1688)
- Paulet St. John, 3. Earl of Bolingbroke, 7. Baron St. John of Bletso († 1711)
- Paulet St. John, 8. Baron St. John of Bletso († 1714)
- William St. John, 9. Baron St. John of Bletso († 1720)
- Rowland St. John, 10. Baron St. John of Bletso († 1722)
- John St. John, 11. Baron St. John of Bletso († 1757)
- John St. John, 12. Baron St. John of Bletso (1725–1767)
- Henry St. John, 13. Baron St. John of Bletso (1758–1805)
- St. Andrew St. John, 14. Baron St. John of Bletso (1759–1817)
- St. Andrew St. John, 15. Baron St. John of Bletso (1811–1874)
- St. Andrew St. John, 16. Baron St. John of Bletso (1840–1887)
- Beauchamp St. John, 17. Baron St. John of Bletso (1844–1912)
- Henry St. John, 18. Baron St. John of Bletso (1876–1920)
- Moubray St. John, 19. Baron St. John of Bletso (1877–1934)
- John St. John, 20. Baron St. John of Bletso (1917–1976)
- Andrew St. John, 21. Baron St. John of Bletso (1918–1978)
- Anthony St. John, 22. Baron St. John of Bletso (* 1957)

Titelerbe (Heir apparent) ist der Sohn des aktuellen Titelinhabers Oliver St. John (* 1995).